# Libochovice (stacja kolejowa)
Libochovice – stacja kolejowa w miejscowości Libochovice, w kraju usteckim, w Czechach. Znajduje się na wysokości 165 m n.p.m.
Jest zarządzana przez Správę železnic. Na stacji nie ma możliwości zakupu biletów, a obsługa podróżnych odbywa się w pociągu.

## Linie kolejowe
- 096 Roudnice nad Labem - Straškov - Libochovice
- 114 Lovosice - Louny - Postoloprty